# Francis Finn
Pour les articles homonymes, voir Finn (homonymie).
Compléments
Finn est le créateur de 'Tom Playfair', un héros pour la jeunesse
Francis James Finn, né le 4 octobre 1859 à Saint-Louis, Missouri (États-Unis) et décédé le 4 novembre 1928 à Cincinnati, Ohio (États-Unis) est un prêtre jésuite américain, qui fut écrivain pour la jeunesse.

## Biographie
Fils du maire (sheriff) de la ville de Saint-Louis, il étudie à l’université de cette ville. Entré au noviciat des jésuites le 24 mars 1879, il est ensuite envoyé à Woodstock College pour les études de philosophie et de théologie. Cependant, pour des raisons de santé, ses études sont plusieurs fois interrompues. 
Le 29 juin 1891, Finn est ordonné prêtre. 1891 est également l’année de son premier roman pour la jeunesse, Tom Playfair, qui est un succès immédiat. Il y travaillait depuis quelques années déjà. Le thème et son héros lui viennent de ses années d’enseignement passées à St Mary’s Collège (Kansas), en 1881-1883.   
Finn est pendant quelque temps professeur de littérature au collège Saint-Xavier de Cincinnati (1897), mais sa santé fait qu’il est plutôt redirigé vers l’apostolat pastoral. Durant 31 ans il est vicaire à la paroisse Saint-Xavier de Cincinnati, particulièrement engagé dans l’éducation catholique de la jeunesse, au service de laquelle il met son talent d’écrivain.

## Écrivain pour la jeunesse
Finn est l'auteur de vingt sept romans, dont le premier, publié en 1891, reste le plus célèbre et populaire : Tom Playfair. Le héros est l’idéal d’un jeune adolescent, catholique et américain.  
Tom Playfair est traduit dans toutes les grandes langues européennes. Le ‘Catholic Who is who’ américain de 1911 présente Francis Finn comme 'universellement reconnu comme le principal auteur catholique de fiction pour la jeunesse'. 
Harry Dee, Claude Lightfoot (1893) et Percy Wynn (1889) sont d’autres héros. Ses ouvrages mettent invariablement en scène des collégiens du Midwest traversant de multiples aventures. Enseignant et prêtre jésuite, Finn a voulu véhiculer les idéaux de morale et vie chrétienne: famille, courage, gratitude, sacrifice, punition, rédemption, etc.  
Ses livres ont souvent un ton édifiant qui passe moins bien à la fin du XXe siècle. Néanmoins son œuvre a bénéficié d'une grande popularité jusque dans les années 1960. 

## Œuvres
- Tom Playfair (1891)
- Harry Dee; or, Working It Out (1892)
- Percy Wynn; or, Making a Boy of Him (1893)
- Claude Lightfoot; or, How the Problem Was Solved (1893)
- Mostly Boys: Short Stories (1894)
- Ethelred Preston; or, the Adventures of a Newcomer (1896)
- Ada Merton (1896)
- New Faces and Old (1896)
- That Football Game, and What Came of It (1897)
- The Best Foot Forward; and Other Stories (1899)
- His First and Last Appearance (1900)
- But Thy Love and Thy Grace (1901)
- The Fairy of the Snows (1913)
- That Office Boy (1915)
- Cupid of Campion (1916)
- Lucky Bob (1917)
- His Luckiest Year" (a sequel to Lucky Bob) (1918)
- Facing Danger (1919)
- Bobby in Movieland (1921)
- On the Run (1922)
- Lord Bountiful (1923)
- Sunshine and Freckles (1925)
- Candles' Beams (1926)
- Father Finn, S.J.: The Story of His Life Told by Himself for His Friends Young and Old (edited and with an introduction by Daniel S. Lord, S.J.) (1929) [1]